# Non c'è tempo per morire (romanzo)
Non c'è tempo per morire è il trentaseiesimo romanzo basato sull'agente segreto James Bond, dell'autore inglese Sebastian Faulks. La Penguin Books, casa editrice inglese detentrice dei diritti letterari del personaggio di James Bond, ha commissionato il romanzo al fine di celebrare e dare risalto al centenario della nascita di Ian Fleming, ideatore del personaggio. Il romanzo è uscito in contemporanea mondiale il 28 maggio 2008, data, appunto, del centenario.
Non c'è tempo per morire presenta un James Bond non più giovane ma avanti con l'età, seguendo lo stile improntato negli ultimi romanzi di Ian Fleming, specialmente in L'uomo dalla pistola d'oro, facendo di Bond "un uomo provato, che sta avanzando con gli anni ed è passato attraverso un sacco di brutte cose".
Per quanto riguarda lo stile usato nel romanzo, l'autore ha cercato di essere il più fedele possibile a quello che Fleming ha improntato nei suoi romanzi e ai temi da lui trattati.

## Trama
L'Europa della fine degli anni sessanta è tormentata da due crisi: non solo il continuo inasprimento delle relazioni dei paesi della NATO e quelli del Patto di Varsavia, giunti più volte sull'orlo del conflitto nucleare, ma anche la sempre maggior diffusione della droga, specie l'eroina, che inizia ad uscire dalle periferie e diffondersi nelle città vere e proprie. È proprio dietro questa problematica che il Secret Intelligence Service (SIS), il Servizio Segreto inglese, è chiamato ad indagare, sospettando infatti che un ricco magnate farmaceutico, Julius Gorner, mosso da forti rancori nei confronti della Gran Bretagna abbia intenzione di immettere sul mercato illegale quantitativi enormi di sostanze stupefacenti. L'agente prescelto per indagare è James Bond, di ritorno da una lunga licenza spesa in giro per il mondo, fra le Bahamas e l'Italia. La prima tappa di Bond è Parigi, dove Gorner ha i suoi principali stabilimenti, e qui il suo destino si unisce a quello della bella Scarlett Papava, che prega Bond di salvare la propria sorella, eroinomane tenuta prigioniera da Gorner in cambio di forniture di droga. Interessato forse più a Scarlett che al caso, Bond sfida Gorner sul campo da tennis, riuscendo a batterlo nonostante questi barasse al gioco. L'azione si sposta poi in Iran, dove Bond segue Gorner e viene a conoscenza del suo vero piano: annientare la Gran Bretagna facendo scoppiare il conflitto nucleare con l'URSS, sfruttando gli attriti nelle relazioni con gli USA. Bond riuscirà a sventare l'articolato piano di Gorner in extremis, grazie anche all'aiuto di vecchi amici come Felix Leiter. La resa dei conti finale ha luogo nuovamente a Parigi, dove Bond getta Gorner nella Senna, portando così a termine la sua missione.

### Personaggi principali
- James Bond
- Julius Gorner, ricco magnate farmaceutico. È affetto da un'insolita malformazione alla mano sinistra, detta "mano di scimmia", poiché questa ha le sembianze di quella, appunto, di una scimmia. Nasce forse anche da questo il suo odio per la Gran Bretagna, paese in cui è stato sempre schernito.
- Scarlett Papava (o Larissa Rossi, come si presenta la prima volta a Bond), funzionaria del SIS a Parigi. Sua sorella, Poppy, è tenuta prigioniera da Gorner e lei si trova costretta a chiedere aiuto a Bond. Ma tutto si rivelerà nel finale un inganno orchestrato da M per far interessare maggiormente Bond alla missione: nessuna sorella prigioniera, nessuna funzionaria del SIS, Scarlett è l'agente 004 del Servizio Segreto, con licenza di uccidere.
- Felix Leiter, ex-agente della CIA, ora lavora per l'agenzia investigativa Pinkerton. Collabora spesso con Bond.
- Darius Alizadeh, capo della divisione del SIS in Iran.

## Edizioni
- Sebastian Faulks, Non c'è tempo per morire, traduzione di Andrea Marti e Stefano Tettamanti, Piemme, 2008,  p. 324, ISBN 978-88-384-8893-1.

- Sebastian Faulks, Non c'è tempo per morire, traduzione di Andrea Marti e Stefano Tettamanti, Pocket, Serie Oro, Piemme, 2009,  p. 320, ISBN 978-88-566-0583-9.

## Opere correlate
In seguito all'uscita del libro è partito un concorso per premiare una canzone che accompagnasse la versione in audiolibro. Il concorso è stato vinto dalla giovane band gallese Sal. È così stata prodotta la canzone Devil May Care.